# Oban - Cursele Stelare
Oban - Cursele Stelare (オーバン・スターレーサーズ Ōban Sutā Rēsāzu?) (engleză Ōban Star-Racers) este un serial de animație francez/japonez creat de Savin Yeatman-Eiffel de la Sav! The World Productions.

## Prezentare
Ōban Star-Racers este o co-producție între Franța și Japonia. Echipa din spatele proiectului s-a mutat la Tokyo și au lucrat împreună cu studioul anime Hal Film Maker pentru aproape 3 ani.
Plănuită original ca o animație complet franțuzească, complet produsă grafic pe calculator, animația a ajuns o amestecătură între personaje 2D japoneze și nave 3D animate în Franța produse de Pumpkin-3D.

## Sinopsis
În anul 2082, Pământul a fost invitat să participe în Marea Cursă de pe Ōban, o cursă intergalactică a cărei câștigător îi poate fi îndeplinită orice dorință — chiar și învierea unui vechi prieten. Invitația vine de la Avatar, o ființă misterioasă care oprește ostilitățile dintre Pământ și rasa Crog, în schimb, vrând ca Pământul să participe la cursă. Eva Wei, un student de pe Pământ, fuge de la școală să-și găsească tatăl, Don Wei, președintele Wei Racing și cel mai bun manager de curse din lume. Lăsându-și fiica în grija școlii pentru mai mulți ani fără s-o viziteze, Don Wei n-o recunoaște pe Eva. Neputând să-i spună că e fiica lui, ea se angajează în echipa lui ca mecanic, sub numele "Molly". 
Când guvernul ordonă Wei Racing să reprezinte Pământul la Ōban, Molly se ascunde în navă și este dusă pe o planetă îndepărtată. În timpul primei curse, nava pământului, Whizzing Arrow, se prăbușește fiind sabotată. Pilotul navei, Rick Thunderbolt, se accidentează și nu mai poate conduce nava. Molly fură nava și intră în următoarea cursă. Don Wei decide că singura care îl poate înlocui pe Rick e Molly. Urmărită de moartea mamei sale - un pilot faimos - și de dura reuniune cu tatăl ei, Molly e determinată să câștige pentru a fi împreună cu părinții ei.

## Adrese externe
- Official fansite și forum (în Engleză, Franceză, Germană și Japoneză)
- Ōban Star-Racers la Jetix
- Sav! The World Productions
- Oban fanshop Arhivat în 28 octombrie 2009, la Wayback Machine.
- Oban Star-Racers la Internet Movie Database
- Oban TornadoBase Arhivat în 17 decembrie 2008, la Wayback Machine. (în Japoneză)
- Răspunsurile Creatorilor Arhivat în 27 martie 2016, la Wayback Machine.